# Yumbera nudicornis
Yumbera nudicornis är en tvåvingeart som beskrevs av Daniel J. Bickel 1992. Yumbera nudicornis ingår i släktet Yumbera och familjen styltflugor. Inga underarter finns listade i Catalogue of Life.